# Elsa Andrea Kirchner
Elsa Andrea Kirchner (* 1976) ist eine deutsche Informatikerin und Professorin an der Universität Duisburg-Essen.

## Leben
Elsa Andrea Kirchner studierte von 1994 bis 1999 Biologie an der Universität Bremen mit Diplom-Abschluss im Jahr 1999. Während des Studiums erhielt sie mehrere Auszeichnungen und Stipendien, von 1997 bis 2000 war sie Stipendiatin der Studienstiftung des Deutschen Volkes. Mit dem Förderpreis der Stiftung „Familie Klee“ forschte sie von 1999 bis 2000 als Gastwissenschaftlerin am Department of Brain and Cognitive Sciences des Massachusetts Institute of Technology (MIT) in Boston. 2005 wurde sie wissenschaftliche Mitarbeiterin an der Universität Bremen im Fachbereich Mathematik und Informatik. In der dortigen AG Robotik war sie bis 2021 Leiterin des „Brain & Behavioral Lab“. Am Robotics Innovation Center des Deutschen Forschungszentrums für Künstliche Intelligenz leitete sie seit 2008 das Team „Interaktion“ und seit 2016 das erweiterte Team „Nachhaltige Interaktion und Lernen“. 2014 wurde sie im Fachbereich Informatik an der Universität Bremen promoviert.
Kirchner ist seit 2018 Mitglied der Plattform „Lernende Systeme“ in der Arbeitsgruppe 6: Gesundheit, Medizintechnik, Pflege. Zudem ist sie Gründungsmitglied des vom Bundesministerium für Wirtschaft und Energie (BMWi) geförderten Netzwerkes „Space2Health“ der DLR Raumfahrtagentur. Außerdem war und ist sie als Expertin für Künstliche Intelligenz, Mensch-Maschine-Interaktion, Assistenzsysteme und autonome Robotik an der Definition neuer Förderkorridore beteiligt, insbesondere beim Bundesministerium für Bildung und Forschung im Bereich Medizintechnik und Pflege des Förderschwerpunkts „Mensch-Technik-Interaktion“ und beim BMWi. Zudem ist sie als Gutachterin für private Stiftungen und regelmäßig für das Ministerium MA 23 – Wirtschaft, Arbeit und Statistik, Wien, Österreich sowie für die Deutsche Forschungsgemeinschaft (DFG) tätig.
2021 erfolgte ihre Ernennung zur Professorin im Fachgebiet Systeme der Medizintechnik in der Abteilung Elektrotechnik und Informationstechnik (EIT) der Fakultät für Ingenieurwissenschaften an der Universität Duisburg-Essen.
Seit April 2023 ist sie Mitglied im Rat für technologische Souveränität des  Bundesministeriums für Bildung und Forschung (BMBF).
Kirchner ist Autorin von über 80 Publikationen in internationalen Journalen und Konferenzberichten sowie von sieben Buchkapiteln.

## Schriften (Auswahl)
- Kim, S.K., Kirchner, E.A., Stefes, A. et al.: Intrinsic interactive reinforcement learning – Using error-related potentials for real world human-robot interaction. Sci Rep 7, 17562 (2017). https://doi.org/10.1038/s41598-017-17682-7.
- ueper N, Chari K, Bütefür J, Habenicht J, Rossol T, Kim SK, Tabie M, Kirchner F and Kirchner EA (2024): EEG and EMG dataset for the detection of errors introduced by an active orthosis device. Front. Hum. Neurosci. 18:1304311. doi:10.3389/fnhum.2024.1304311.